# Karl Rüdiger (Politiker)
Karl Rüdiger (* 16. Juni 1896 in Ochshausen; † 20. Februar 1951 in Homberg (Efze)) war ein deutscher Politiker. Er saß für die FDP im ersten Deutschen Bundestag.

## Leben
Rüdiger war Sohn eines Landwirts. Er besuchte die höhere Landbauschule und übernahm nach dem Ersten Weltkrieg den väterlichen Hof. Von 1921 bis 1933 war er Kreisausschussmitglied in Kassel. Von 1930 bis 1933 war er für die Hessische Arbeitsgemeinschaft bzw. 1933 für die Kampffront Schwarz-Weiß-Rot Mitglied des Kurhessischen Kommunallandtags des preußischen Regierungsbezirks Kassel. Im selben Zeitraum war er zudem Mitglied des Provinziallandtags von Hessen-Nassau. Nach 1933 wurde er von den Nationalsozialisten enteignet. Am 7. Juni 1937 beantragte er die Aufnahme in die NSDAP und wurde rückwirkend zum 1. Mai desselben Jahres aufgenommen (Mitgliedsnummer 5.078.343).
Nach 1945 übernahm Rüdiger das Gut Mühlenhof bei Immenhausen im Landkreis Hofgeismar, das er bis zu seinem Tode bewirtschaftete. Seit 1947 war er Mitglied des Kreisausschusses Hofgeismar. Nach der ersten Bundestagswahl 1949 war er bis zu seinem Tod Mitglied des Bundestages. Mit 35,2 % der abgegebenen gültigen Stimmen wurde er im Wahlkreis Waldeck direkt ins Parlament gewählt.
Rüdiger gehörte von 1949 bis 1951 auch dem FDP-Bundesvorstand an. Er verunglückte auf dem Weg von Kassel nach Bonn tödlich.